# Bacopa rotundifolia
Bacopa rotundifolia är en grobladsväxtart som först beskrevs av André Michaux, och fick sitt nu gällande namn av Richard von Wettstein. Bacopa rotundifolia ingår i släktet tjockbladssläktet, och familjen grobladsväxter. Inga underarter finns listade i Catalogue of Life.